# Вардігора
Вардігора (груз. ვარდიგორა) — село в Грузії.
За даними перепису населення 2014 року в селі проживає 416 осіб.